# Nadměrný rybolov
Nadměrný rybolov je lov ryb nějakého druhu z vodní plochy rychlostí, kterou tento druh nemůže v potřebném čase doplnit, což má za následek, že daný druh v dané oblasti buď vyhyne, nebo má velmi nízkou četnost. Vědecká zpráva z roku 2003 odhaduje, že průmyslový rybolov snížil počet velkých mořských ryb na pouhých 10 % jejich množství v předindustriálních dobách. Článek z roku 2006 v časopise Science předpovídal, že pokud se intenzita rybolovu nezmenší, celý světový rybolov se do roku 2048 zhroutí.

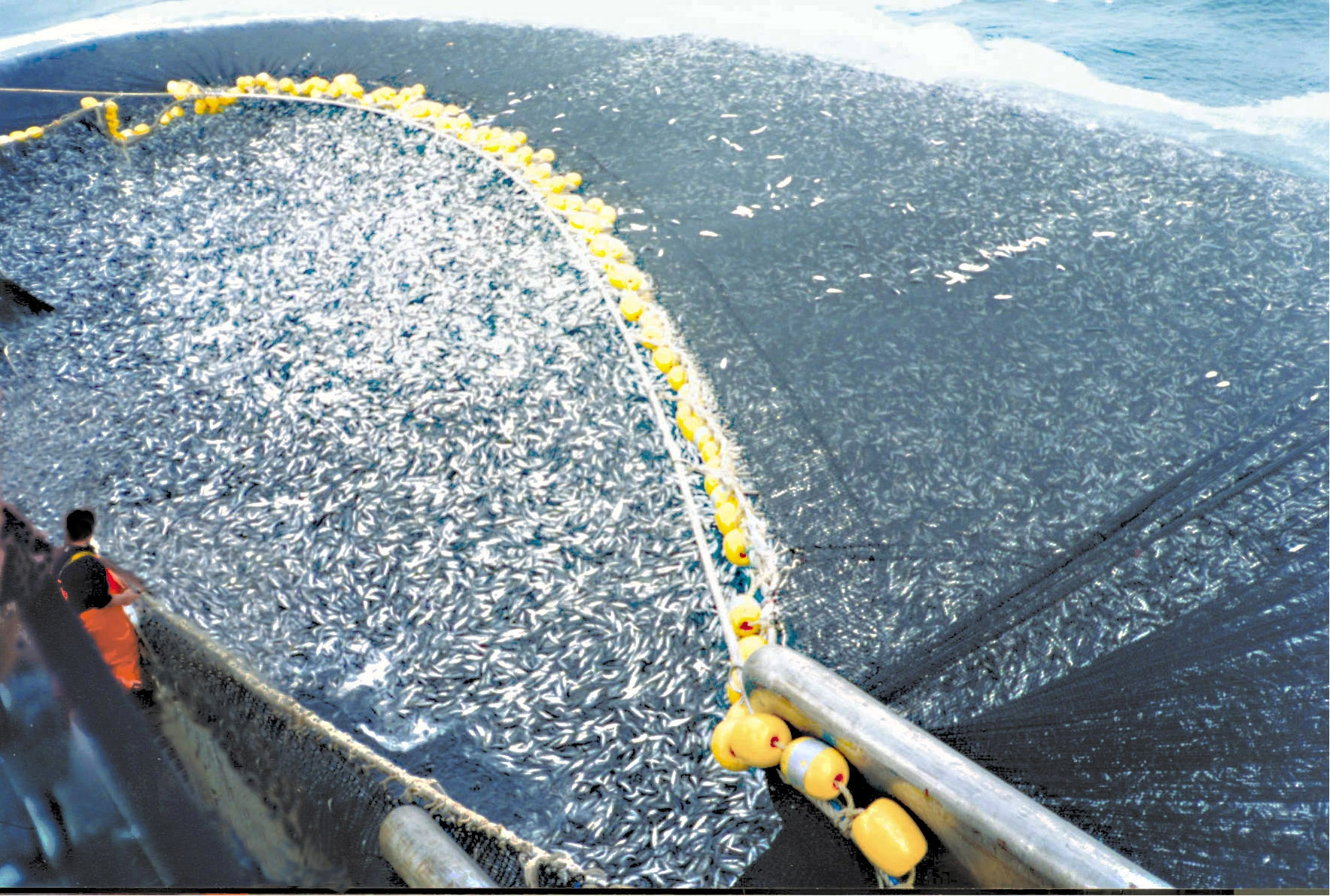
400 tun ulovených makrel v sítích chilské rybářské lodi

Nadměrný rybolov může nastat ve vodních tělesech jakékoli velikosti, v rybnících, řekách, jezerech nebo oceánech, a může mít za následek vyčerpání zdrojů, snížení míry biologického růstu a nízkou úroveň biomasy. Trvalé nadměrné odlovy mohou vést ke snížení počtu určitých druhů ryb pod kritickou úroveň, kdy se jejich populace již není schopna udržet. Některé formy nadměrného rybolovu, jako je nadměrný rybolov žraloků, vedly k rozbití celých mořských ekosystémů.
Schopnost rybích populací zotavit se z nadměrného rybolovu závisí na tom, zda jsou podmínky ekosystému vhodné pro jejich obnovu. Dramatické změny v druhovém složení mohou vést k přeměně ekosystému, kde vzniknou jiná rovnovážná druhová složení odlišná od toho, které zde bylo před vyčerpáním původní populace ryb. Například jakmile budou nadměrně loveni pstruzi, může se kapr přemnožit natolik, že to pstruhovi znemožní obnovit své původní stavy.